# Svrzo-ház
A Svrzo-ház (szerbhorvátul: Svrzina kuća) egy muzulmán nemesi család rezidenciája volt Szarajevóban, és egyike a kevés fennmaradt régi bosnyák udvarházaknak. Eredetileg a 17. században építették, a század végén leégett; később újjáépítették, majd a 19. század elején kibővítették. Jelenleg múzeum működik benne.

## Története
A Ćurčića domb oldalában található városrész (mahala) a Jahja szandzsákbég által 1482–1483-ban emelt mecset körül kezdett kiépülni. Mivel közel volt a kereskedelmi központhoz, igen előkelő helynek számított, és még Gázi Huszrev bég is itt lakott.
A későbbi Svrzo-ház helyén már 1640-ben állt udvarház, melyet a Glođo nemesi család birtokolt. 1697-ben a környék, beleértve a mecsetet és az udvarházat is, porig égett, azonban a 18. század elején újjáépítették (az új épületegyüttes alapzatában még fellelhetőek a régi ház részei). Később többször felújították; legújabb része a konyha, melyet 1832-ben fejeztek be. 1848-ban a Glođókat száműzték, az udvarház pedig házasság révén a Svrzo családhoz került. 1952-ben a Svrzók eladták a városi múzeumnak, és 1965-ben néprajzi múzeum nyílt benne.

## Leírása
A történelmi központ közelében helyezkedik el, a Ćurčića domb oldalában. Utcai homlokzata egyszerű, magas falak védik, csak egy emeleti szobából nyílik kilátás az utcára.
A korabeli oszmán udvarházakhoz hasonlóan a Svrzo-házban is elkülönülnek a női és a férfi lakrészek (haremluk, illetve selamluk). Ez nem azt jelentette, hogy a férfiak és a nők elkülönülve tartózkodtak, hanem a lakrészek rendeltetését jelezte: a haremluk volt a privát rész, ahol a család a mindennapjait élte, a selamluk pedig a nyilvános rész, ahol a vendégeket fogadták, megbeszéléseket tartottak. Az épületrészek emellett függőlegesen is tagolódtak: az emeleten voltak a nappali- és a hálószobák, míg a földszinten a többi helyiség (konyha, istálló stb). A két fő épületrész között-mellett udvarok és kertek találhatóak, ezeken felül pedig a szolgák számára is volt egy melléképület.
A lakó- és fogadószobákat oszmán stílusban rendezték be: három fal mentén kerevet (sećija), a negyediknél faragott szekrény (musandra), kályha, és fürdőhelyiség. A szoba közepe szabad, ide mindig az adott foglalatosság szerint helyeztek el bútordarabot (például étkezéshez egy alacsony asztalt, alváshoz derékaljat, vendégek fogadásához egy parázstartót ahol kávét vagy teát lehetett melegíteni). A falakat hímzések, szőnyegek, faragványok díszítették.

## Képek

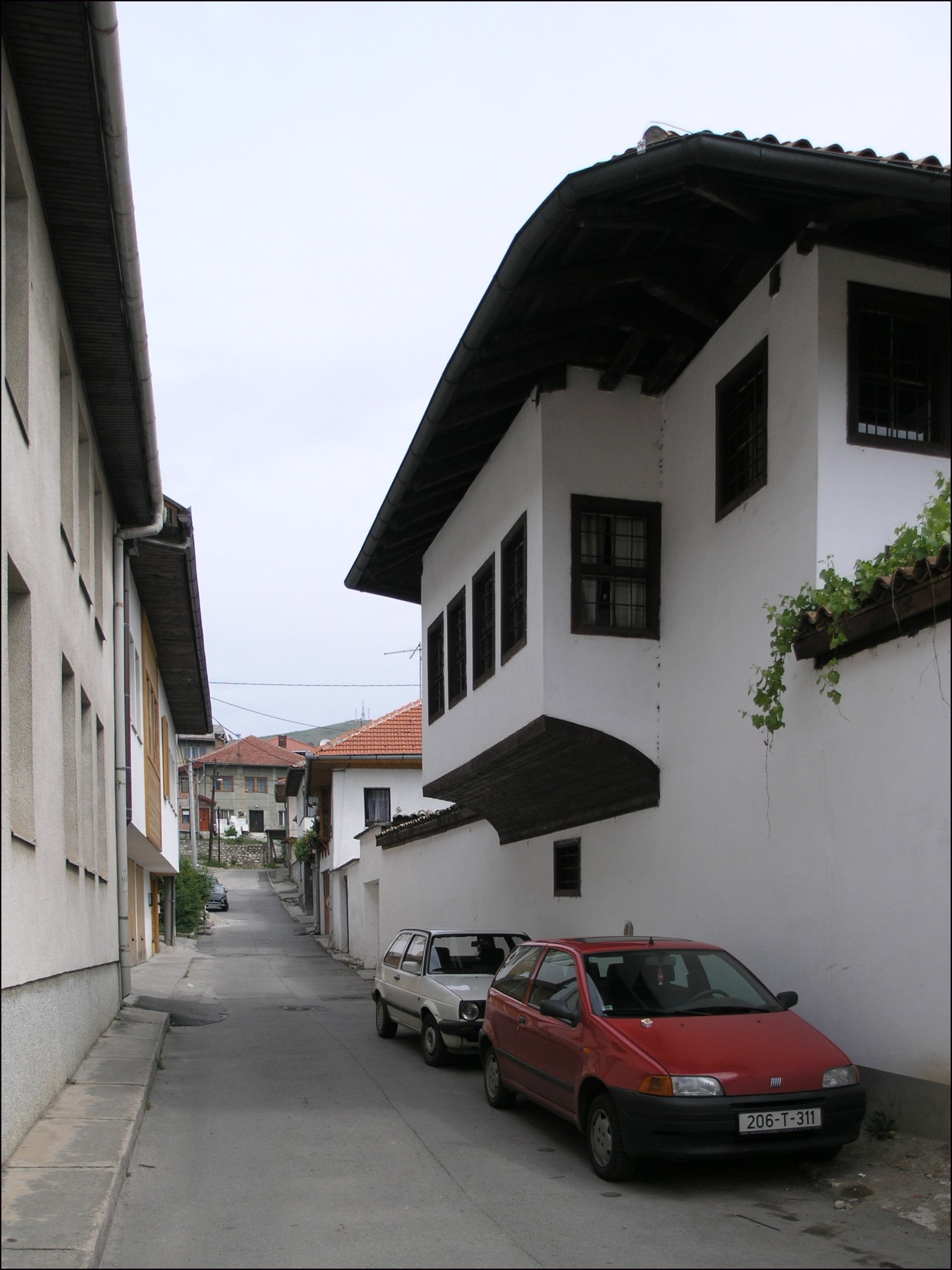
Az utcai homlokzat
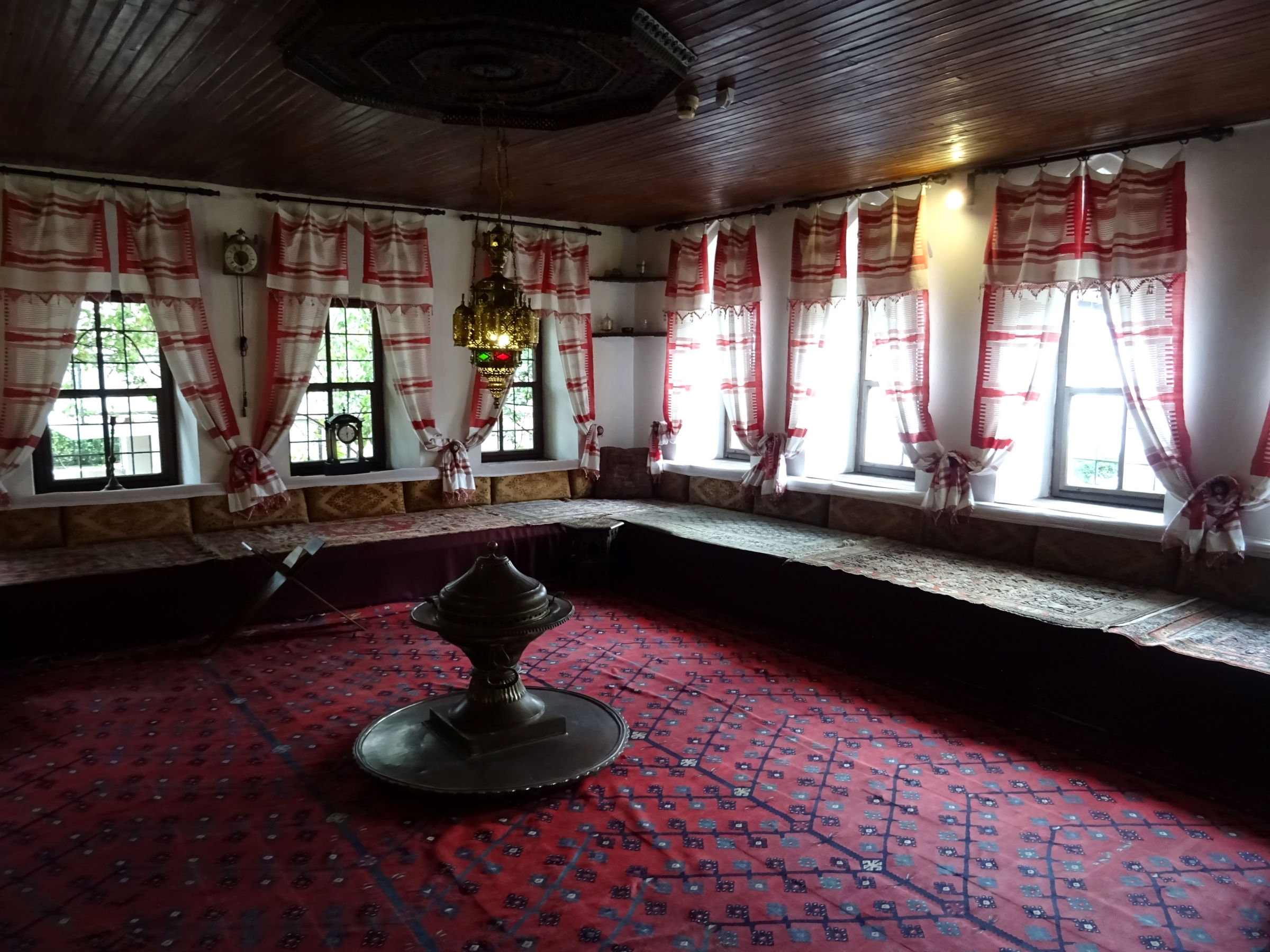
Veliki halvat, ahol családi ünnepélyeket tartottak
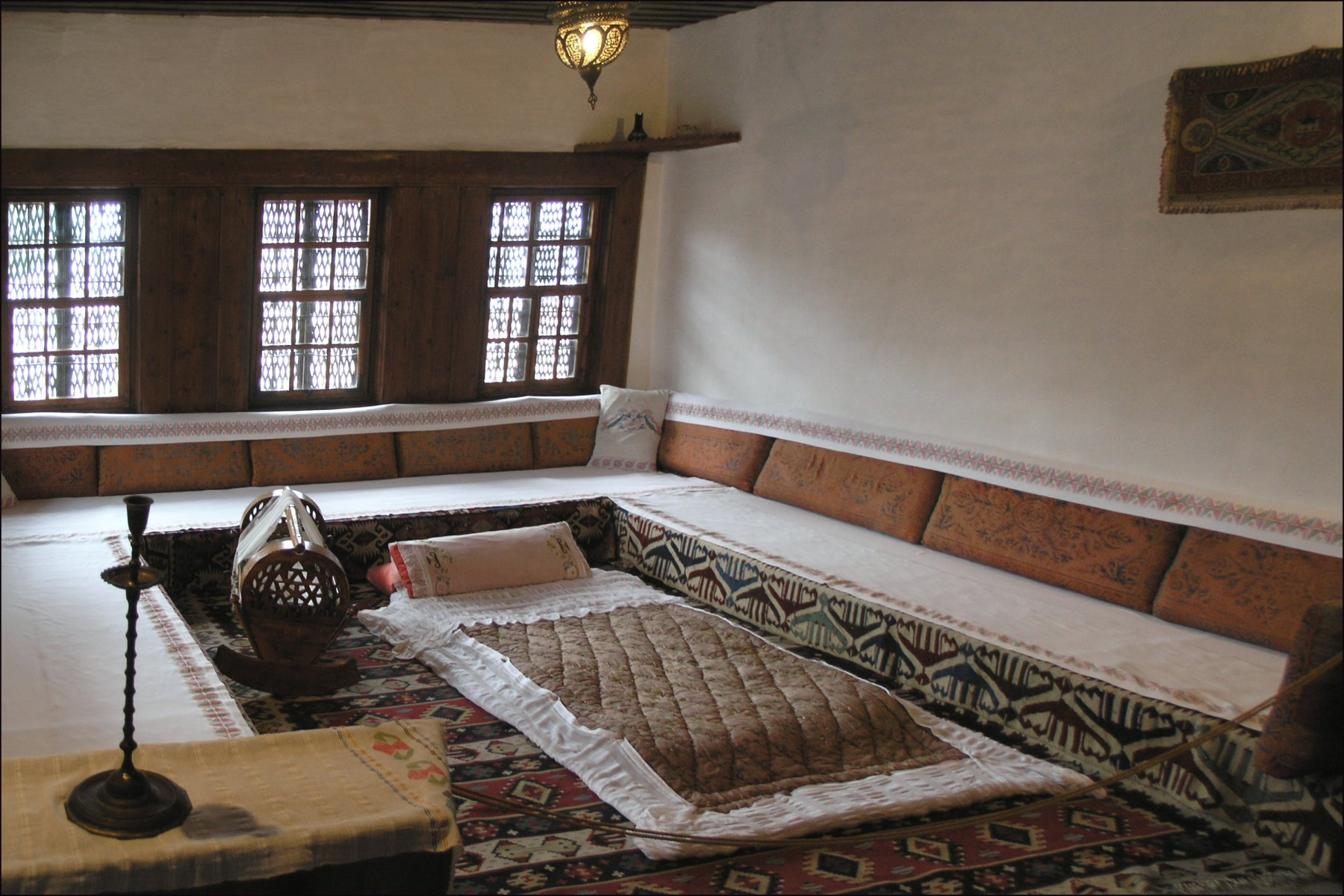
Hálószoba
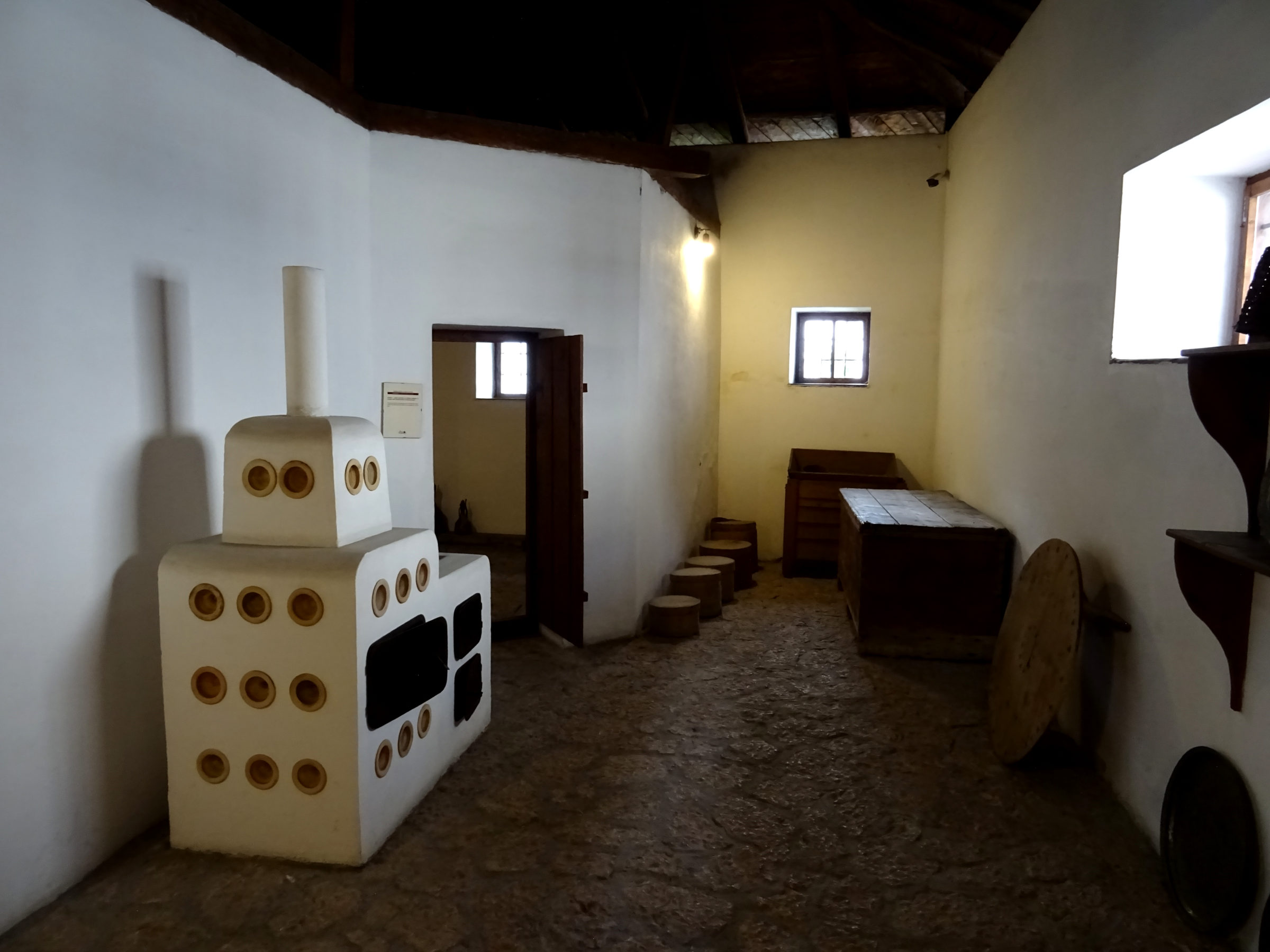
Konyha
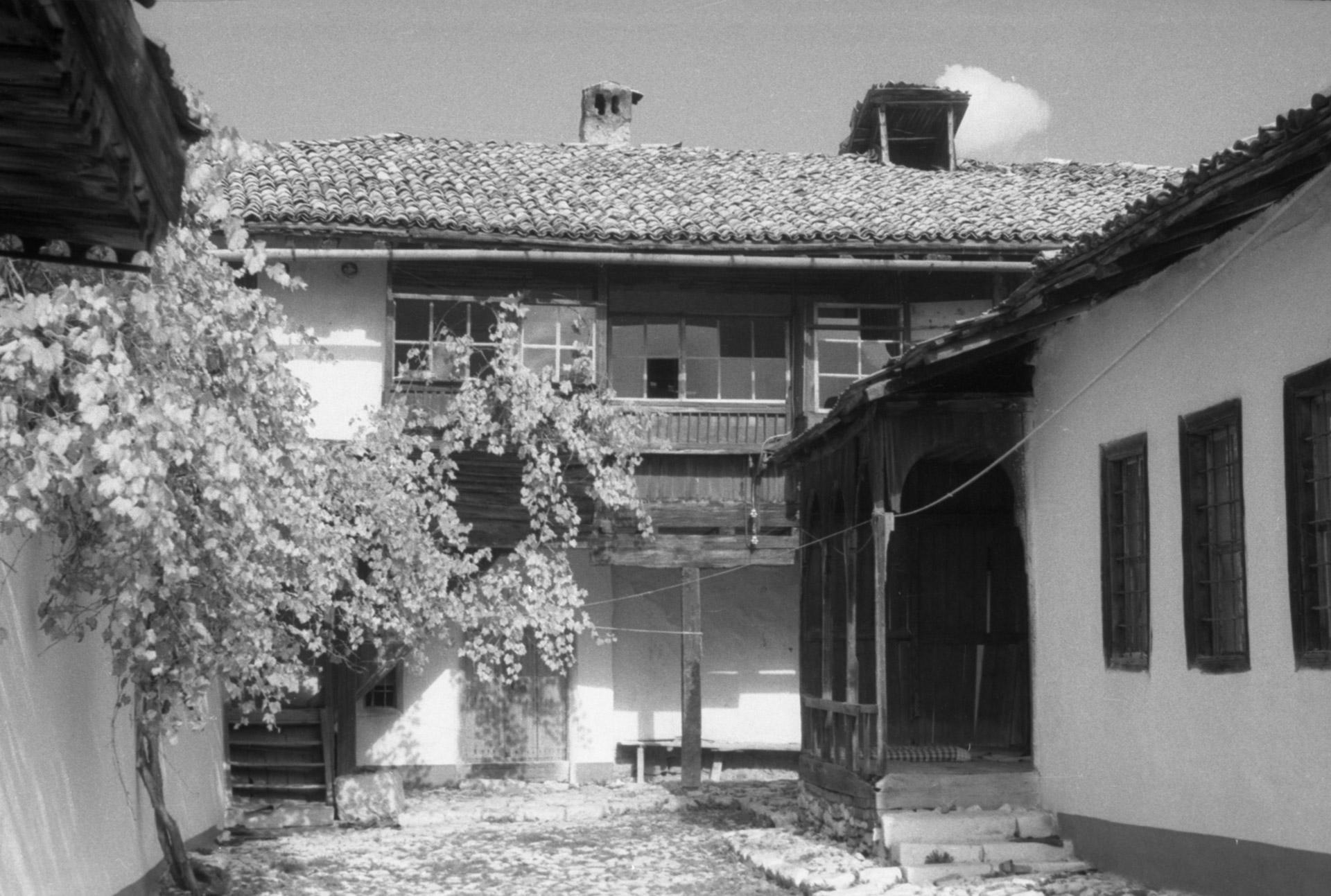
A selamluk udvara 1960 körül